# Chloe Misseldine
Chloe Misseldine (Orlando, 2002) è una danzatrice statunitense, prima ballerina dell'American Ballet Theatre dal 2024.

## Biografia
Chloe Misseldine è nata in Florida, figlia di Yan Chen, ex ballerina dell'American Ballet Theatre e maitresse de ballet dell'Orlando Ballet School. Ha cominciato a studiare danza durante l'infanzia e nel 2017 si è classificata seconda al Youth American Grand Prix, mentre nel 2018 è stata tra le finaliste del Prix de Lausanne. Nel 2019 è stata scritturata dall'American Ballet Theatre, con cui ha danzato solo per pochi mesi prima che i teatri venissero chiusi a causa della pandemia di COVID-19. 
Nel settembre 2021 si è unita al corps de ballet dell'American Ballet Theatre, di cui ha scalato rapidamente i ranghi, venendo promossa a solista nel settembre successivo. Nel luglio 2024 è stata proclamata prima ballerina della compagnia dopo una rappresentazione de Il lago dei cigni al Metropolitan Opera House, in cui aveva danzato per la prima volta nel duplice ruolo di Odette e Odile; prima ancora della promozione aveva già danzato in ruoli principali, tra cui Myrta in Giselle e Tat'jana in Onegin (Cranko). Nell'estate dello stesso anno ha fatto il suo esordio sulle scene londinese, danzando come prima ballerina ospite al London Coliseum ne Il lago dei cigni di Nina Ananiashvili.